# Barry Windham
Barry Clinton Windham (Sweetwater, 4 de julho de 1960) é um ex-lutador de wrestling profissional dos Estados Unidos, mais conhecido por seu trabalho na National Wrestling Alliance (NWA) e na World Championship Wrestling (WCW), além de ter sido membro da Four Horsemen e ter sido induzido no Hall da Fama da WWE em 2012 e em 2024 novamente como parte da dupla U.S. Express.